# A28 (Groot-Brittannië)
De A28 is een 101 km lange hoofdverkeersweg in Engeland.
De weg verbindt Margate via Canterbury en Ashford met Hastings.

## Hoofdbestemmingen
- Canterbury
- Ashford
- Hastings